# كارل ويلسون
كارل ويلسون (بالإنجليزية: Carl Wilson) (و. 1946 – 1998 م) هو موسيقي، وعازف قيثارة، ومنتج أسطوانات، وملحن، وكاتب أغاني أمريكي، ولد في هاوثورني، لوس أنجليس، كاليفورنيا، يستخدم آلات قيثارة، توفي في لوس أنجلوس، عن عمر يناهز 52 عاماً، بسبب سرطان الرئة، وسرطان الدماغ.

## التعليم
تعلم في ثانوية هاوثورن ‏.

## وصلات خارجية
- كارل ويلسون على موقع IMDb (الإنجليزية)
- كارل ويلسون على موقع الموسوعة البريطانية (الإنجليزية)
- كارل ويلسون على موقع ميوزك برينز (الإنجليزية)
- كارل ويلسون على موقع إن إن دي بي (الإنجليزية)
- كارل ويلسون على موقع أول ميوزيك (الإنجليزية)
- كارل ويلسون على موقع ديسكوغز (الإنجليزية)
- كارل ويلسون على موقع قاعدة بيانات الفيلم (الإنجليزية)

- كارل ويلسون في قاعدة بيانات الأفلام على الإنترنت